# Tales of Rebirth
Tales of Rebirth (テイルズ オブ リバース?, Teiruzu obu Ribāsu) è un videogioco Action RPG pubblicato per PlayStation 2 il 16 dicembre 2004 e per PlayStation Portable il 19 marzo 2008. È il sesto capitolo principale della serie di videogiochi Tales of, prodotta da Namco Tales Studio. 
Il genere caratteristico di Tales of Rebirth è chiamato RPG Where You Will Be Reborn (君が生まれ変わるRPG?, Kimi ga umarekawaru RPG). Tales of Rebirth ha una sequenza animata in stile anime accompagnata dal brano musicale Good Night del gruppo musicale Every Little Thing. Rispetto agli altri capitoli della serie, Rebirth ha un'atmosfera molto più seria, sottolineata da colori meno brillanti e una trama più matura.
Il gioco è ambientato in un mondo popolato da umani (Huma) e bestie (Gajuma), e segue le avventure di Veigue Lungberg, un Huma la cui amica Claire Bennett viene rapita dagli agenti di Agarte, erede al trono del regno di Calegia. Partendo per salvare Claire, Veigue e coloro che si uniscono a lui rimangono intrappolati nell’escalation dei conflitti razziali che consumano il mondo.
Come i precedenti giochi della serie Tales, presenta un sistema di battaglia basato sull'azione, chiamato Three-Line Linear Motion Battle System. 
Il gioco è stato sviluppato dal gruppo che si occupa dei Tales in 2D, il "Team Destiny". I personaggi sono stati disegnati da Mutsumi Inomata, che aveva precedentemente lavorato su Tales of Destiny. La sceneggiatura, scritta da Hiramatsu Masaki, tratta questioni di convivenza tra razze e conflitti etnici. Il gioco ha ricevuto recensioni positive e forti vendite in Giappone, con la versione per PlayStation 2 che ha venduto oltre 600.000 unità e quella per PSP oltre 83.000. I siti occidentali sono stati positivi riguardo al gioco, sebbene nessuna delle due versioni del gioco abbia ricevuto alcuna localizzazione.

## Trama

### Ambiente
Tales of Rebirth è ambientato in un mondo in cui gli umani (chiamati Huma) e le bestie (Gajuma) convivono in pace. Il potere magico si chiama Forza e si manifesta in varie persone come controllo su un elemento. Nei tempi antichi, dopo una guerra scoppiata quando gli Huma tentarono di schiavizzare i Gajuma, entrambe le razze unirono le forze per fondare il regno di Calegia. In un tempo imprecisato prima degli eventi del gioco, Geyorkias, il sovrano di una razza spirituale chiamata Bestie Sacre, cercò di distruggere gli Huma mentre le loro emozioni oscure stavano alimentando una forza distruttiva primordiale conosciuta come Yuris. Le altre Bestie Sacre misero fine al piano di Geyorkias di sigillarlo, e poi agire per annullare la minaccia di Yuris. La storia si apre con la morte del re di Calegia, Ladras Lindblum, avvelenato dalla consigliera reale Zilva Madigan. Durante i suoi ultimi istanti di vita, libera il suo potere nel mondo, facendo sì che molti Huma vengano posseduti dalla Forza, tra cui Veigue, Annie e Tytree. Poiché il re non è riuscito a nominare un successore, Calegia entra in un interregno alla sua morte.

### Storia
All'età di 60 anni, il re Gajuma, Ladras Lindblum, che per anni ha saggiamente governato il regno di Calegia, si indebolisce gradualmente e muore di morte misteriosa. Il giorno della sua morte, nel regno si scatena il caos e da allora la gente chiama questo giorno il "Crepuscolo di Ladras". Sua figlia, Agarte Lindblum, l'unica parente di sangue rimasta ed erede al trono, viene consigliata da Zilva Madigan. Veigue Lungberg, giovane ragazzo Huma che vive nel Villaggio di Sulz, sebbene non abbia mai pensato di lasciare il villaggio, inizia a riflettere su questa opzione dopo che i suoi dintorni familiari, inclusi lui e la sua amica Claire Bennett, sono stati attaccati. La forza, il potere di un elemento o qualcos'altro che una persona può possedere, una volta apparteneva solo a Gajuma, ma ora gli Huma sono in grado di usarla, a volte risultando nell'incapacità di controllarla.
Durante lo scatenamento iniziale del Potere del re, la Forza di Veigue diventa instabile, facendo sì che la sua amica Claire venga imprigionata in una colonna di ghiaccio. Un anno dopo, Veigue viene contattato da Mao ed Eugene Gallardo, che aiutano Veigue a liberare Claire dalla sua prigione di ghiaccio. Poco dopo, Claire viene rapita dagli agenti di Agarte, lo 'Scudo del Re', alla ricerca della donna Huma più bella del paese. Veigue parte con Mao e Eugene per salvare Claire, unendo infine le forze con Annie Barrs, Tytree Crowe e Hilda Rhambling. Dopo aver raggiunto la capitale reale di Balka, il gruppo trova Agarte che usa la sua Forza della Luna per resuscitare Geyorkias nella convinzione che lo spirito salverà il suo regno dal caos che lo consuma, essendo stata spinta da Zilva.
Quando evocato, Geyorkias dichiara la sua intenzione di distruggere la popolazione Huma, costringendo il gruppo ad attaccare e distruggere la sua forma fisica. Con Geyorkias sconfitto e Claire salvata, il gruppo si separa ma viene riunito quando gli scoppi di violenza razziale sia da Huma che da Gajuma iniziano a destabilizzare Calegia, causato dall'odio che ha evocato Geyorkias dopo la sua sconfitta. Per sedare la violenza, il gruppo decide di evocare le altre Bestie Sacre nella speranza di eliminare l'odio di Geyorkias dalla terra. Dopo aver salvato Agarte da una folla di Huma, viene rivelato che Agarte ha scambiato corpo con Claire, rilevando di aver originariamente catturato Claire in modo da poter scambiare corpo con lei e fare in modo che Milhaust Selkirk ricambiasse il suo amore per lui, poiché le relazioni tra Huma e Gajama sono tabù. Sfortunatamente, il trauma degli eventi ha fatto sì che Agarte perdesse le sue abilità nella Forza, lasciando Claire e Agarte intrappolate l'una nei corpi dell'altra.
Dopo aver rianimato le Bestie Sacre, l'odio viene eliminato, ma le tensioni razziali rimangono. Veigue inizia ad avere difficoltà nell'affrontare le condizioni di Claire, e il suo atteggiamento freddo lo spinge ad andarsene con Milhaust. Alla fine, Veigue si apre al resto del gruppo e supera le sue difficoltà. Mentre i continui sentimenti negativi della popolazione di Calegia cominciano a danneggiare il mondo, il gruppo decide di far rivivere nuovamente Georgyas e riportarlo al loro modo di pensare. Nel luogo di riposo di Geyorkias, Mount Sovereign, Zilva appare e si rivela come la mente dietro gli incidenti, dichiarando che utilizzerà Geyorkias per distruggere gli Huma creando un regno governato da Gajuma.
Dopo la sconfitta di Zilva, il gruppo fa rivivere Geyorkias e lui, a sua volta, rivela che la forza che influenza Zilva e diffonde odio era in realtà Yuris, una creatura che è diventata una minaccia per il mondo. Il gruppo si reca per affrontare Yuris ma inizialmente è indebolito dalle sue emozioni negative. Le crescenti emozioni positive della gente di Calegia danno loro la forza di distruggere il nucleo di Yuris. Agarte quindi recupera la sua Forza, riporta sé stessa e Claire ai loro corpi originali ed evoca le Bestie Sacre per distruggere Yuris. Lo sforzo, tuttavia, costa la vita ad Agarte, che lascia Calegia al comando di Milhaust, rivelando il suo amore per lui prima di morire. Il gruppo poi prende strade separate per risolvere i restanti conflitti nel paese.

## Razze
- Huma - La razza opposta dei Gajuma. Si dice che abbiano un'eccellente intelligenza e abilità manuali e che un tempo abbiano costruito una civiltà avanzata. Al giorno d'oggi, poiché coesistono con i Gajuma, ci sono poche opportunità di dimostrare il loro talento, ma molte delle principali architetture e tecniche di Calegia sono state create dagli Huma. Oppure, questo talento potrebbe avere qualcosa a che fare con il fatto che gli Huma è un popolo le cui capacità della Forza raramente si manifestano.[2]

- Gajuma - La razza opposta degli Huma. Sono un popolo con una Forza eccellente e possono resistere bene agli ambienti naturali difficili. Nel corso della loro lunga convivenza il loro stile di vita non è diventato quasi diverso da quello degli esseri umani, ma non hanno perso le loro caratteristiche. La maggior parte delle persone con le abilità Forza sono i Gajuma, e questo probabilmente non è estraneo alla tendenza di questi individui a divertirsi interagendo con la natura.[3]

## Personaggi
- Veigue Lungberg - Un giovane Huma nato e cresciuto a Sulz. Ha perso i suoi genitori quando era piccolo ed è stato accolto nella casa della sua amica d'infanzia Claire, che l'hanno cresciuto come loro stesso figlio. Tuttavia, dopo il 'Crepuscolo di Ladras' di un anno fa, ha chiuso il suo cuore e ha smesso di scambiare parole con chi lo circondava. Per questo motivo gli altri tendono a pensare a lui come a un uomo freddo, ma in realtà ha una passione nascosta che lo rende incapace di trascurare i suoi errori. La vita nel villaggio era tranquilla e non si pensava all'avventura, tuttavia, gli eventi che colpiranno lui e chi lo circonda gli porteranno via completamente quei giorni sereni.

- Claire Bennett - Una Huma che vive nel freddo Villaggio di Sulz. È una delle poche persone che Veigue riesce a tollerare e, anche se è taciturno e ostile, la sua espressione si addolcisce davanti a lei. È una ragazza educata, molto conosciuta nel villaggio, dotata sia di un cuore gentile che si prende cura degli altri, sia di un forte nucleo spirituale. Piace a tutti perché è in grado di trattare tutti allo stesso modo e di notare i punti di forza degli altri piuttosto che le loro debolezze. Claire lascia raramente Sulz, dove è nata e cresciuta, ma un destino inaspettato la allontana dalla sua città natale. Anche di fronte alle avversità, rimane allegra e continua a dare speranza a chi le sta intorno.

- Mao - Un ragazzo Huma che conserva ancora la sua innocenza, e che si concentra più su ciò che incontrerà in futuro che su ciò che ha perso.. Ama gli scherzi ed ha una personalità brillante e vivace, ma in realtà sembra aver perso la memoria dopo il 'Crepuscolo di Ladras', ed ora è rimasto solo. Eugene è stato colui che lo ha preso sotto la sua ala protettrice e per questo motivo Mao considera Eugene come un padre. Quando Eugene partì per un viaggio, Mao lo seguì costantemente. Alla fine i due finiscono in Sulz, dove invitano Veigue a seguirli.

- Eugene Gallardo - Un Gajuma dai lucenti capelli neri, da un fisico allenato e da un comportamento calmo. Sembra essere gravato da qualcosa del suo passato, ma non ne parla da solo e continua a vivere solo per la missione che si è prefissato. Percependo un'ombra che si insinua nel Regno di Calegia, lui e Mao continuano il loro viaggio per determinarne la vera natura. Tuttavia, come tutti gli altri, non riesce a sfuggire completamente all'ombra, il che gli causa una profonda sofferenza.

- Annie Barrs - Una giovane ragazza Huma che inaspettatamente appare davanti a Veigue e ai suoi amici in una pianura. A causa di un certo incidente, odia la stessa razza Gajuma, e questo getta un'ombra scura sulla sua espressione. In realtà, è una ragazza normale, vulnerabile e di buon cuore, che aspira a diventare un medico. Nessuno sa se riuscirà mai a superare i suoi problemi e a ritrovare l'allegria.

- Tytree Crowe - Un Huma nato e cresciuto a Petnadjanka, una città industriale con enormi ciminiere. Anche se quello che dice non è sbagliato, è una persona diretta che risponde prima di pensare, quindi spesso mette nei guai i suoi amici. Ha una personalità allegra, è sempre positivo e non si sofferma mai sul passato. Parla molto e ride molto, ed è l'esatto opposto di Veigue.

- Hilda Rhambling - Una donna misteriosa, ammaliante e dall'atmosfera fredda. È un'abile cartomante che utilizza una carta dei tarocchi che porta sempre con sé. Anche in battaglia, usa questi tarocchi come arma e taglia i nemici con un coltello finemente affilato. Ha un cuore freddo e non mostra alcuna pietà verso i suoi nemici, e talvolta usa un duro sarcasmo anche nei confronti dei non nemici, il che suggerisce che abbia vissuto una vita dura estranea alla fraternità.

- Zapie - L'animale domestico di Claire. Ufficialmente chiamato 'Northalia Kenagaris', questi piccoli animali sono caratterizzati dalla loro pelliccia morbida e lunga e dalla indole amichevole. Usano le loro pellicce per difendersi dai loro nemici naturali, gli uccelli, e anche per esprimere emozioni gonfiandosi o rizzandosi. Sono molto intelligenti e Zapie in particolare può persino comprendere in una certa misura il linguaggio umano. È anche molto legato a Veigue e adora stare sulla sua spalla. Si dà il caso che finisca per seguire Veigue nel suo viaggio. Non si sa se sia maschio o femmina.

- Agarte Lindblum - Una principessa Gajuma dalla bellissima pelliccia e dall'eleganza sofisticata. Diventa regina del Regno di Calegia dopo l'improvvisa morte del padre, e governa su Huma e Gajuma. Non ha mai lasciato la capitale dove si trova il castello reale, e quindi non conosce il mondo intorno a sé. Nutre anche certi pensieri segreti, che a volte si manifestano in decisioni e azioni inaspettate. Nel bene e nel male, è pura e devota, ma quando le si aggiunge il potere di Regina, finisce per provocare una situazione che non può fare a meno di coinvolgere chi le sta intorno.

- Ladras Lindblum - Il re Gajuma che governava il Regno di Calegia. Proprio come hanno fatto le generazioni successive di re, la sua politica di governo è stata la coesistenza pacifica di Huma e Gajuma, e il suo regno è trascorso senza incidenti di rilievo. Era un re saggio con una forza potente ed era amato dal popolo, ma nei suoi ultimi anni soffrì di un inspiegabile declino e morì misteriosamente. La sua fama durante la sua vita fu cancellata dal caos senza precedenti che colpì tutta Calegia, che coincise con la sua morte e divenne noto come il 'Crepuscolo di Ladras'. Si dice che fosse preoccupato per la sorte della sua amata figlia Agarte.

- Zilva Madigan - Fidata aiutante della regina Agarte che la serve fin da quando era bambina. Per Agarte, che non aveva una madre, era come una tata, qualcuno con cui poteva parlare di tutto, ma allo stesso tempo era anche una severa insegnante. È una presenza indispensabile per Agarte, e dopo essersi improvvisamente assunta la pesante responsabilità del re a causa della morte improvvisa del padre Re Ladras, il suo ruolo sia nella vita pubblica che in quella privata è diventata ancora più importante. La stessa Zilva lo capisce bene e sta cercando di alleggerire il più possibile il peso della regina ancora inesperta.

- Milhaust Serkirk - Un generale del Regno di Calegia, noto per le sue incredibili abilità da spadaccino. Le sue arti marziali e la sua mente acuta attirarono l'attenzione di re Ladras, tanto che in giovane età raggiunse il grado più alto nell'esercito. È molto popolare tra i soldati e i cittadini sul campo. Apparteneva in origine ad una prestigiosa famiglia Huma e frequentava il castello reale sin da bambino. Ora che è diventato generale, ogni giorno sostiene Agarte e il regno. [4]

## Luoghi
- Sulz - Un piccolo villaggio situato nella parte più settentrionale del continente occidentale di Calegia, dedito all'allevamento e all'agricoltura. È una terra fredda circondata da montagne innevate e, sebbene non ci siano molti visitatori, Humas e Gajumas generalmente vivono in pacifica convivenza. Il villaggio è noto per la sua specialità di latte e per le sue case caratteristiche con i tetti ripidi per proteggersi dalle nevicate.

- Minal - Una città portuale costruita sulla costa orientale del continente occidentale. È una città che può essere definita un punto di transito, che collega i mari settentrionali e meridionali di Calegia, e molte navi vanno e vengono costantemente. Poiché la logistica attira le persone, anche gli affari con loro prosperano. È anche una città con una storia tradizionalmente focalizzata sulla promozione delle abilità letterarie e militari dei suoi residenti.

- Petnadjanka - Una città situata esattamente al centro del continente occidentale che si estende da nord a sud. L'industria è fiorente, incentrata sulla produzione del ferro, e da qui in tutto il regno vengono spediti una varietà di prodotti, dalle armi alle necessità quotidiane. Le tre grandi ciminiere che sono il simbolo della città troneggiano sopra una fabbrica con una montagna sullo sfondo, e si può vedere il fumo che si alza da una certa distanza.

- Sunnytown - Una città situata alla foce del fiume Toyohous, che scorre diagonalmente attraverso il continente occidentale. Sebbene sia una città portuale, è generalmente più luminosa e affascinante di Minal. La sua caratteristica più particolare è che è costruita su un'isola sopra la foce di un estuario, motivo per cui è chiamata città galleggiante, ma poiché è bassa sul livello del mare, è spesso a rischio di inondazioni a causa dell'alta marea.

- Anikamal - Una città ai margini del deserto di Kurodadak, che si estende a sud del continente occidentale. L'area è lussureggiante con una vegetazione incentrata attorno a fonti d'acqua e le persone stanno costruendo lì villaggi. Per questo motivo ha il soprannome di 'Smeraldo Desertico'. La maggior parte delle case sono in pietra perché il legno è prezioso. Per arrivarsi bisogna attraversare tutto il deserto.

- Babilograd - Una bellissima città attratta da molti turisti, per via della sua architettura unica e i suoi splendidi paesaggi. È un importante centro di culto e un tempo era affollata di pellegrini provenienti da tutto il mondo. I residenti sono particolarmente religiosi.

- Balka - L'isola di Balka si trova nel centro di Calegia, dove è stata costruita una forte città fortificata e dove si concentra inoltre la politica, l'esercito e l'economia del regno. È la capitale del Regno di Calegia e al suo centro si trova il Castello di Calegia, residenza dei re successivi. L'intera isola di Balka è spesso ricoperta dalla nebbia, motivo per cui è chiamata la 'Capitale Nebbiosa'.[5]